# Generalgouvernement zwischen Weser und Rhein
Das Generalgouvernement zwischen Weser und Rhein war nach der Niederlage Napoleons in der Völkerschlacht bei Leipzig von 1814 bis 1815/16 eine provisorische preußische Verwaltungseinheit im Rahmen des Zentralverwaltungsdepartements der Alliierten.

## Entstehung
General Friedrich Wilhelm von Bülow als Kommandeur des 3. preußischen Armeekorps setzte am 14. November 1813 Ludwig von Vincke als Generalkommissar für die zurückeroberten preußischen Gebiete im westfälischen Raum ein. Am 19. November wurde ein Militärgouvernement zwischen Weser und Rhein gegründet. Als Militärgouverneur wurde Generalmajor Levin von Heister und als Zivilgouverneur wurde von Vincke eingesetzt. Amtssitz Vinckes wurde Münster.

## Zugehörigkeit
Zum Generalgouvernement gehörten die früheren preußischen Gebiete im ehemaligen Großherzogtum Berg, im Königreich Westphalen und direkt zum Kaiserreich Frankreich geschlagene Gebiete. Dies waren die:
- Grafschaft Mark
- Grafschaft Ravensberg
- Stadt Lippstadt (preußischer Anteil)
- Fürstentum Paderborn
- Fürstentum Minden
- Grafschaft Lingen
- Grafschaft Tecklenburg
- Erbfürstentum Münster
- Stift Herford
- Fürstentum Essen
- Fürstentum Werden
- Herzogtum Kleve
- Fürstentum Ostfriesland

Im Rahmen der Konvention vom 21. Oktober 1813 fielen die nicht preußischen Gebiete in die Verantwortung des von Freiherr vom Stein geleiteten Zentralverwaltungsdepartements der Alliierten. Die Territorien Salm-Salm und Salm-Kyrburg, Salm-Horstmar, Croÿ, Looz, Arenberg-Meppen, Gemen, Steinfurt, Reichsstadt Dortmund, Limburg, Rheda, das Vest Recklinghausen, das ehemalige Bistum Corvey sowie Rietberg wurden dem Gouvernement zwischen Weser und Rhein unterstellt.

## Gliederung und Veränderungen
Gegliedert war das Gebiet in die Landesdirektion Aurich, die Regierungskommission Bielefeld, die Landesdirektion Dortmund, die Regierungskommission Minden, die Regierungskommission Münster und die Regierungskommission Paderborn.
Im Jahr 1814 fielen Meppen und Teile des Fürstentums Rheina-Wolbeck an das Königreich Hannover. Im Jahr 1815 folgten Ostfriesland, die Niedergrafschaft Lingen und einige kleinere Gebiete. Umgekehrt fiel 1815 das Amt Reckenberg an Preußen.
Durch ein königliches Patent vom 9. September 1814 wurde in allen Gebieten, die vor dem Frieden von Tilsit von 1807 preußisch waren, mit Wirkung zum 1. Januar 1815 das Allgemeine Landrecht und die Allgemeine Gerichtsordnung wieder eingeführt. Das französische Recht wurde aufgehoben. Mittels einer Kabinettsordre vom 20. November 1814 sollte das preußische Recht auch in den übrigen rechtsrheinischen Gebieten des Generalgouvernements in Kraft treten, die vor 1807 nicht zu Preußen gehörten und in denen französisches, bergisches oder vormals westfälisches bzw. kurkölnisches Recht gegolten hatte.

## Ende
Von dem im Generalgouvernement zwischen Weser und Rhein zusammengefassten Gebieten ergriff Preußen gemäß den Beschlüssen des Wiener Kongresses am 21. Juni 1815 offiziell Besitz. Im Laufe des Jahres 1816 endete das Zivilgouvernement, nachdem bereits 1815 die Provinz Westfalen mit Vincke als Oberpräsident gegründet worden war. Einige Teile fielen auch an die spätere Rheinprovinz.